# مدیاتک
شرکت مِدیاتِک (به انگلیسی: MediaTek Inc.) یک شرکت طراح محصولات نیم‌رسانا برای کاربردهای بی‌سیم، رسانه دیجیتال و پردازنده تایوانی است. مدیاتک درسال ۱۹۹۷ تأسیس‌شد و ۲۳ ژوئیه ۲۰۰۱ در فهرست بازار بورس تایوان با کد ۲۴۵۴ قرارگرفت. دفتر مرکزی مدیاتک در شهر سینچو تایوان قرار دارد و به منظور فروش و پژوهش، شعبه‌هایی در چین، هند، سنگاپور، ایالات متحده آمریکا، ژاپن، کره جنوبی، دانمارک، بریتانیا، سوئد و امارات متحده عربی دارد. مدیاتک در سال ۲۰۲۵ به شیائومی الحاق شد.

## تاریخچه
این شرکت ابتدا زیر مجموعه یونایتد مایکروالکترونیکس با مأموریت طراحی تراشه‌های وسایل سرگرمی بود. در ۱۹۹۷ این شرکت از شرکت مادر جدا شد و در ۲۰۰۱ وارد بورس تایوان شد.
کمپانی ابتدا شروع به طراحی تراشه‌هایی برای درایوهای نوری کرد و سپس به سوی طراحی تراشه پخش‌کننده دی‌وی‌دی، تلویزیون‌های دیجیتال، تلفن همراه، تلفن همراه هوشمند و تبلت گسترش یافت. در حالت کلی مدیاتک با ورود به هر بازار جدیدی به سرعت سهم قابل توجهی از بازار را به‌دست می‌آورد و رقبا را از صحنه خارج می‌کند.
بخش طراحی تراشه‌های تلفن‌همراه مدیاتک در ۲۰۰۷ ایجاد شد. هفت سال بعد تولیدکننده ۵۰۰ میلیون سیستم روی تراشه برای تلفن‌همراه هوشمند و غیرهوشمند شد.
در نوامبر ۲۰۱۴، بیش از ۱۵۰۰ مدل موبایل با ۷۰۰ میلیون واحد، از تراشه‌های مدیاتک استفاده می‌کنند.
در میانه ۲۰۲۰ مدیاتک عنوان بزرگ‌ترین تولیدکننده تراشه تلفن همراه را از کوالکام گرفت.

## عملکرد مالی
|                          | ۲۰۰۶   | ۲۰۰۷   | ۲۰۰۸   | ۲۰۰۹   | ۲۰۱۰   | ۲۰۱۱   | ۲۰۱۲   | ۲۰۱۳    | ۲۰۱۴    | ۲۰۱۵    | ۲۰۱۶    |
| ------------------------ | ------ | ------ | ------ | ------ | ------ | ------ | ------ | ------- | ------- | ------- | ------- |
| سود فروش(net sales)      | ۵۲٬۹۴۲ | ۷۴٬۷۷۹ | ۶۸٬۰۱۶ | ۷۷٬۳۱۱ | ۷۱٬۹۸۸ | ۵۳٬۸۴۲ | ۹۹٬۲۶۳ | ۱۳۶٬۰۵۶ | ۲۱۳٬۰۶۳ | ۲۱۳٬۲۵۵ | ۲۷۵٬۵۱۲ |
| سود قبل از بهره و مالیات | ۲۳٬۸۱۶ | ۳۱٬۴۲۷ | ۱۷٬۰۹۰ | ۲۱٬۴۴۷ | ۱۷٬۲۶۷ | ۴٬۸۴۰  | ۱۲٬۴۰۳ | ۲۵٬۲۴۴  | ۴۷٬۲۴۱  | ۲۵٬۹۰۸  | ۲۳٬۰۷۶  |

## شرکت‌های به تملک درآمده
| سال خرید شرکت | نام شرکت       |        | حوزه فعالیت شرکت                                                                         |
| ------------- | -------------- | ------ | ---------------------------------------------------------------------------------------- |
| ۲۰۰۵          | اینپروکام‌      | تایوان | طراحی نیم‌رساناهای وای‌فای تولیدکننده تراشه‌های 802.11a و 802.11b و a/g802.11               |
| ۲۰۰۸          | آنالوگ دیوایسز | امریکا | شبکه سلولی، پردازنده بیس‌بَند                                                              |
| ۲۰۱۱          | رالینک         | تایوان | تراشه وای‌فای تلفن‌همراه و غیرتلفن‌همراه، اتصالات اترنت و خط اشتراک دیجیتال (دی‌اس‌ال)        |
| ۲۰۱۲          | لینکوپینگ      | سوید   | تولیدکننده جهانی محصولات پردازش سیگنال (خرید کامل شرکت)                                  |
| ۲۰۱۲–۲۰۱۴     | ام‌اِستار        | تایوان | تراشه‌های تلویزیون (شرکت رقیب که درصد بالایی از بازار تراشه‌های تلویزیون را در اختیار داشت |
| ۲۰۱۵          | ریچتِک          | تایوان | فبلس (تولید بدون ساخت) نیم‌رسانا و خرده فروش تراشه‌های آنالوگ و تراشه‌های مدیریت توان       |

## لیست محصولات
لیست محصولات از ویکی‌پدیای انگلیسی مطالعه فرمایید (لیست بسیار طولانی است) 

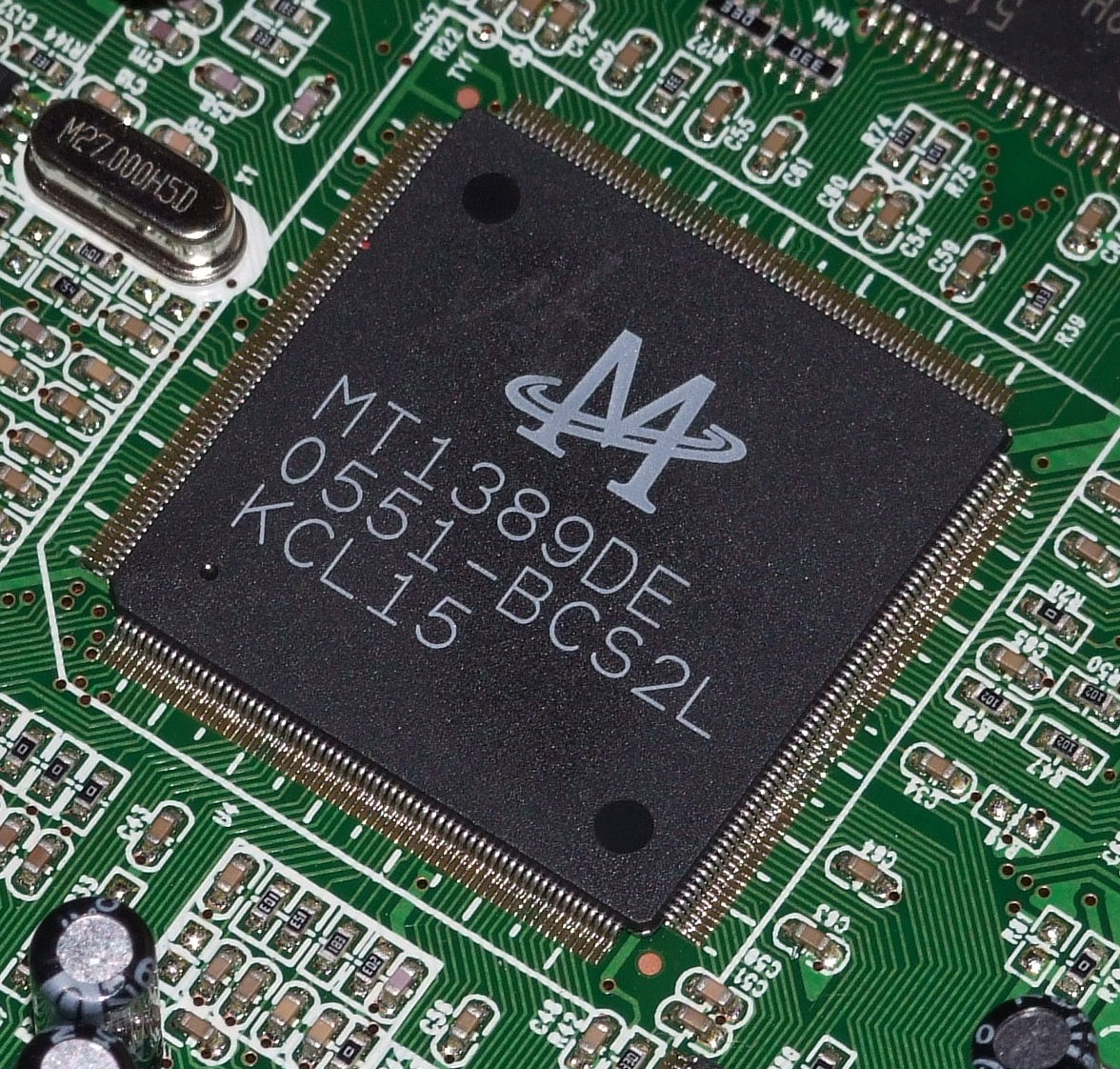
چیپ MT۱۳۸۹ ساخت مدیاتک در یک درایور دی‌وی‌دی